# Автомногоборье
Автомногоборье — техническая спортивная дисциплина в автоспорте, включающая в себя проверку знаний ПДД, оказание первой медицинской помощи, стрельбу из пневматической винтовки (на выбор), автослалом на автодроме, автокросс. С 1970-х годов является распространённым видом спорта в странах постсоветского пространства. Суть данного вида автоспорта заключается в выполнении таких видов как проверка знаний ПДД (решение билетов ПДД на скорость и правильность), оказание первой помощи, стрельба из пневматики, выполнение скоростного маневрирования на автодроме и автослалом. Всероссийские соревнования по автомногоборью проводятся под эгидой Комитета по автомногоборью РАФ.

## История
Автомногоборье было распространено в период с начала 1960-х до начала 1990-х годов, по которому проводились соревнования различного масштаба, включая чемпионаты страны. Он относился к так называемым «массовым видам автоспорта», так как позволял, из-за сравнительной простоты организации и небольших материальных затратах, широко привлечь молодежь к автоспорту в системах ДОСААФ, ВДОАМ, ДСО и спортивных клубов ведомств .
Первый чемпионат страны по автомногоборью прошёл в 1963 году только на грузовом автомобиле, но последующие чемпионаты 1964—1983 годов проходили на грузовых и легковых автомобилях (с 1985 года — только легковые автомобили). Для проведения чемпионатов использовались наиболее широко распространенные марки легковых и грузовых автомобилей, предоставляемых организатором соревнований. Комплекс многоборья включал в свой состав в основном фигурное и экономичное вождение (1963—1967), к которым добавилась стрельба из мелкокалиберной винтовки (1968—1969, 1976—1978, 1980—1983). В 1970—1975 и 1979 годах экономичное вождение заменялось гранатометанием и стрельбой с одним автомобильным соревнованием — фигурным вождением (скоростным маневрированием).
В 1985—1986 годах состав многоборья расширился, включая плавание и легкоатлетический кросс на 3 км, что вызвало недовольство участников. В результате в 1990 году на финальных соревнованиях чемпионата России в Волгограде произошла забастовка участников, в результате которой бег и плавание были отменены. Однако к тому времени наметился распад СССР, после которого распалось и автомногоборье.
С конца 1990 годов в Санкт-Петербурге делались попытки возродить этот вид автоспорта. В РАФ был создан комитет по автомногоборью, который в период 2000—2002 годов возглавлял В. Н. Кирьянов. Усилия для возрождения автомногоборья предпринимал О. Румянцев, но дальнейшего развития автомногоборье не получило.

## Возрастные группы участников
Всего в автомногоборье принимает участие три возрастные группы:
- детская (от 7 до 11 лет);
- юношеская (от 12 до 17 лет);
- взрослая (от 18 лет).

Соревнования для детской возрастной группы проходят на картах, юношеской и взрослой — на своих или командных автомобилях.

## Правила автомногоборья
Существует свод правил автомногоборья, единый для всех дисциплин этого соревнования :
- в состав экипажа входит лишь водитель;
- трассой может служить любая площадка с твёрдым (асфальт, бетон) покрытием;
- если позволяют размеры площадки, то допускается организация на ней нескольких трасс;
- любой вид соревнований должен завершиться в один день при одинаковом освещении;
- участники имеют право пользоваться как своим автомобилем, так и автомобилем организаторов;
- если участник планирует воспользоваться автомобилем организатора, то ему разрешено провести пробный заезд накануне соревательного дня;
- информация об автомобиле, предоставляемом организатором, должна отражаться в регламенте соревнований;
- Двигатель и шасси должны прогреваться перед началом соревнования;
- наблюдение за ходом соревнований совершается исключительно судьями. Решение об удовлетворении или отклонении жалоб и протестов осуществляется коллегией спортивных комиссаров.
- решение на перезаезд сошедшего с трассы или допустившего ошибку или съехавшего с трассы участника принимает верховный комиссар соревнования либо ответственный за проведение соревнования.[1]

## Регламент соревнований
Регламент должен содержать:
- сведение о площадке где проводится соревнование;
- название, статус и программа планируемого мероприятия;
- заявление и соответствия всем условиям кодекса ЕВСК, правилам автомногоборья, а для проведения международных соревнований — соответствие международным спортивным правилам спортивного кодекса ФИА[3];
- список официальных лиц представляющих организацию- место проведения соревнований;
- точное время и дату проведения соревнований;
- полное описание планируемых соревнований;
- полное страхование участников и т. д.[3]

## Система оценивания
Принимается равной той, которая указана в регламенте соревнования.
По завершении соревнований допускается составление командного зачета, порядок которого также устанавливается регламентом соревнований.

## Этапы соревновательного процесса
- 1-й этап — теоретический. В ходе данного этапа выявляются лучшие участники, а заработанные ими баллы идут в общекомандный зачёт. Здесь же проходят и соревнования по оказанию первой мед. помощи и стрельба из пневматической винтовки.
- 2-й этап — соревнования по вождению. Скоростное прохождение автодрома («маневрирование», «классика»), автослалом.

#### Выполняемые элементы наавтодроме
- Горка — упражнение направлено на отработку навыка разгона и остановки на дороге с уклоном. Угол наклона варьирует от 8 до 16 %. Это задание отличается повышенной сложностью для автомобилей с механической коробкой передач, так как на такой машине сложнее стоять в горку и начать движение.
- Разворот в ограниченном пространстве (габаритный дворик) — прямоугольная площадка, отгороженная разметкой и конусами. В нем выполняется упражнение по азвороту в ограниченном пространстве. Маневр выполняется в несколько этапов, с использованием задней передачи.
- Параллельная парковка — выполняется в ограниченном пространстве, размером в две длины автомобиля. Для его выполнения нужно контролировать габариты и четко выстраивать траекторию движения, чтобы не задеть конусы и не выйти за пределы площадки.
- Гараж — площадка, где выполняется упражнение, по форме напоминает букву «Т» и состоит из двух частей: прямоугольного участка, из которого нужно заехать во вторую часть — бокс. Бокс представляет из себя парковочное место, которое шире и длиннее автомобиля на 1 м. В городе такие парковки располагаются перпендикулярно обочине.
- Змейка — схема упражнения выглядит как изогнутый коридор с двумя поворотами. Задание направлено на отработку маневрирования.

## Цели и задачи автомногоборья
Автомногоборье в виду своей зрелищности и динамичности становится все наиболее интересным для широкого круга зрителей. Но при этом главной целью является обучение молодых людей, готовящихся стать водителями навыкам знания ПДД, оказанию первой помощи пострадавшим в ДТП, скоростному вождению автомобиля и навыкам в устройстве и обслуживании автомобиля. В частности, для обучения молодых водителей в учебных заведениях существуют секции по автомногоборью, организуются соревнования между колледжами для выявления лучших в данном виде спорта.